# Crème glacée lyophilisée

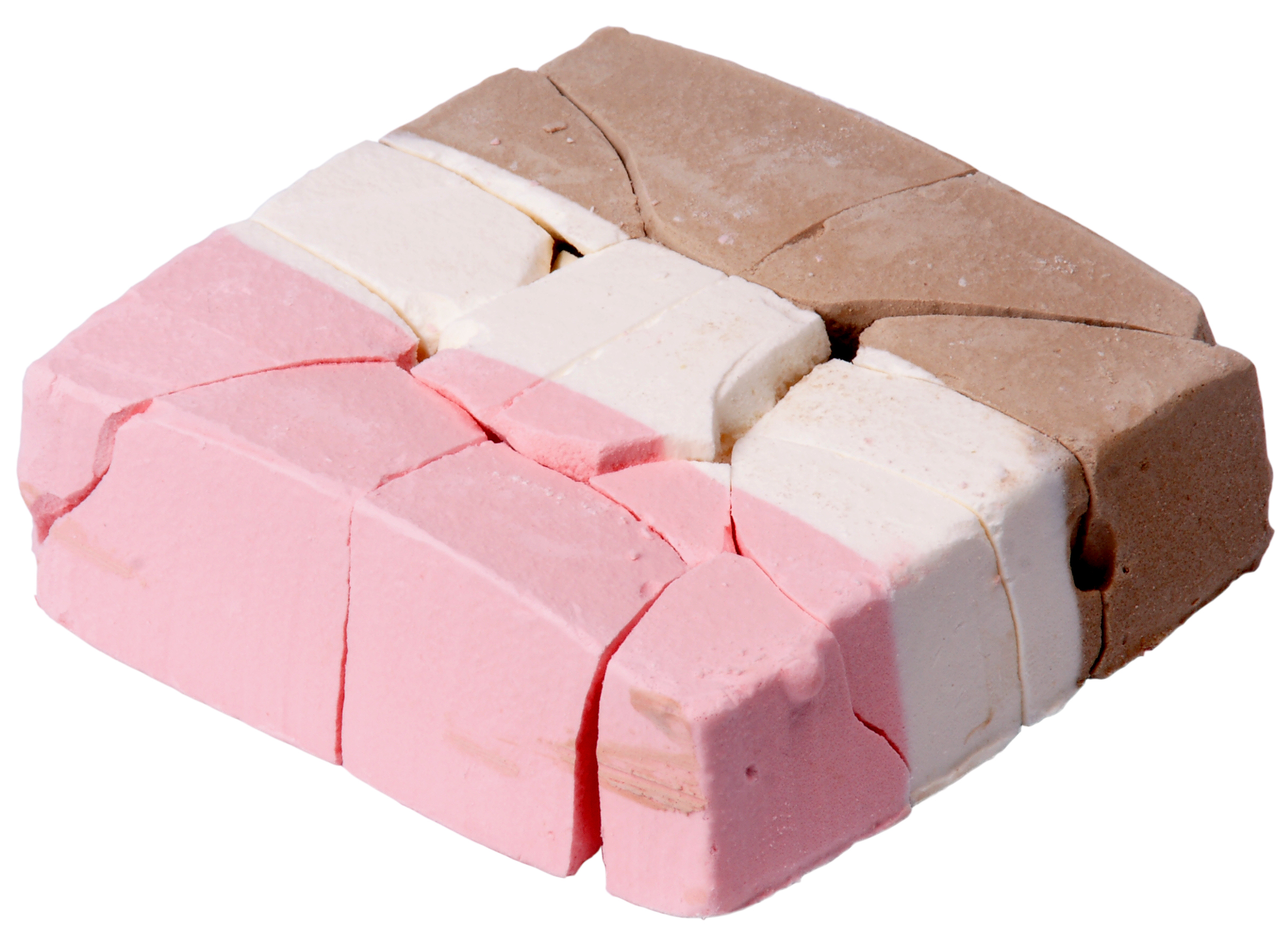
Tranche napolitaine lyophilisée.

La crème glacée lyophilisée est une crème glacée dont l'essentiel de l'eau qu'elle contient a été retirée par un procédé de lyophilisation, puis scellée dans un étui hermétique. Elle ne nécessite pas de réfrigération et se présente généralement comme une plaque de glace déshydratée prêt-à-manger. Par rapport à la crème glacée ordinaire, elle peut être conservée à température ambiante.
Développée par Whirlpool Corporation sous contrat avec la National Aeronautics and Space Administration (NASA) pour les missions du programme Apollo, elle est parfois surnommée la crème glacée des astronautes. Elle fait partie des aliments lyophilisés élaborés afin de les envoyer pour des voyages de longue durée, comme à destination de la Lune, en réduisant le poids de l'eau et l'oxygène normalement présent dans ces aliments.
Bien qu'elle ait été créée pour les vols spatiaux, elle a rapidement été abandonnée pour cet usage car il s'est avéré qu'elle créait des miettes dangereuses pour les équipements électroniques en microgravité. Elle est commercialisée.